# La Documentation catholique
La Documentation catholique est un ancien bimensuel francophone créé en 1919 et disparu en 2023, qui était édité par le groupe Bayard presse. 

## Histoire
Sa création en 1919 a été le résultat de la fusion de quatre périodique : « Les Questions actuelles », « La Chronique de la presse », « La Revue d'organisation et de défense religieuse » et « Action catholique ».  Il avait pour vocation de faire connaître en français « la pensée et les écrits de l’Église, les principaux textes officiels en France et dans le monde : message du pape, du Saint-Siège, des évêques du monde entier, documents œcuméniques ».
En 2012, son équipe de rédaction rejoint celle du quotidien La Croix afin de « constituer une offre numérique d’informations religieuses de référence ».
Son activité éditoriale prend fin le 30 juin 2023.